# Thaumatocrinus
Genre
Thaumatocrinus est un genre de comatules abyssales de la famille des Pentametrocrinidae.

## Description et caractéristiques
Crinoïdes abyssaux non pédonculés, ils s'accrochent au substrat par de longs cirres mobiles en forme de griffes et sont capables de se déplacer en rampant.
Ces comatules ont 10 bras non divisés, reposant sur autant de plaques radiales.

## Liste des genres
Selon World Register of Marine Species (3 avril 2015) :
- Thaumatocrinus borealis (AH Clark, 1907) -- Japon (660 m de profondeur)
- Thaumatocrinus investigatoris AH Clark (in AH Clark & AM Clark, 1967) -- Maldives
- Thaumatocrinus jungerseni AH Clark, 1915 -- Islande (800-2 000 m de profondeur)
- Thaumatocrinus naresi (Carpenter, 1888) -- Indonésie (900-1 200 m de profondeur)
- Thaumatocrinus renovatus Carpenter, 1884 -- Antarctique (2400-3 200 m de profondeur)
- Thaumatocrinus rugosus (AH Clark, 1908) -- Pacifique centre et sud et Hawaii (plusieurs milliers de mètres)

Thaumatocrinus jungerseni